# 高橋泰隆
高橋 泰隆（たかはし やすたか、1946年-）は、日本の経営学者、歴史学者。元玉川大学教授。専門は経営史。

博士（商学）（早稲田大学、1995年）。

## 略歴
埼玉県行田市出身。1969年早稲田大学商学部卒業。1976年同大学院商学研究科博士課程単位取得満期退学。大阪産業大学経済学部などを経て、玉川大学経営学部教授。

## 著書

### 単著
- 『中島飛行機の研究』（日本経済評論社、1988年）
- 『日本植民地鉄道史論　台湾、朝鮮、満州、華北、華中鉄道の経営史的研究』（日本経済評論社、1995年）
- 『日本自動車企業のグローバル経営　日本化か現地化か』（日本経済評論社、1997年）
- 『昭和戦前期の農村と満州移民』（吉川弘文館、1997年）
- 『中島知久平　軍人、飛行機王、大臣の三つの人生を生きた男』（日本経済評論社、2003年）

### 共著
- （芦澤成光）『EU自動車メーカーの戦略』（日本経済評論社、2009年）